# Rauf & Faik
 (mars 2021).
La mise en forme du texte ne suit pas les recommandations de Wikipédia : il faut le « wikifier ».
Les points d'amélioration suivants sont les cas les plus fréquents :
- Les titres sont pré-formatés par le logiciel. Ils ne sont ni en capitales, ni en gras.
- Le texte ne doit pas être écrit en capitales (les noms de famille non plus), ni en gras, ni en italique, ni en « petit »…
- Le gras n'est utilisé que pour surligner le titre de l'article dans l'introduction, une seule fois.
- L'italique est rarement utilisé : mots en langue étrangère, titres d'œuvres, noms de bateaux, etc.
- Les citations ne sont pas en italique mais en corps de texte normal. Elles sont entourées par des guillemets français : « et ».
- Les listes à puces sont à éviter, des paragraphes rédigés étant largement préférés. Les tableaux sont à réserver à la présentation de données structurées (résultats, etc.).
- Les appels de note de bas de page (petits chiffres en exposant, introduits par l'outil «  Source ») sont à placer entre la fin de phrase et le point final[comme ça].
- Les liens internes (vers d'autres articles de Wikipédia) sont à choisir avec parcimonie. Créez des liens vers des articles approfondissant le sujet. Les termes génériques sans rapport avec le sujet sont à éviter, ainsi que les répétitions de liens vers un même terme.
- Les liens externes sont à placer uniquement dans une section « Liens externes », à la fin de l'article. Ces liens sont à choisir avec parcimonie suivant les règles définies. Si un lien sert de source à l'article, son insertion dans le texte est à faire par les notes de bas de page.
- La présentation des références doit suivre les conventions bibliographiques. Il est recommandé d'utiliser les modèles {{Ouvrage}}, {{Chapitre}}, {{Article}}, {{Lien web}} et/ou {{Bibliographie}}. Le mode d'édition visuel peut mettre en forme automatiquement les références.
- Insérer une infobox (cadre d'informations à droite) n'est pas obligatoire pour parachever la mise en page.

Pour une aide détaillée, merci de consulter Aide:Wikification.
Si vous pensez que ces points ont été résolus, vous pouvez retirer ce bandeau et améliorer la mise en forme d'un autre article.
 (mars 2021).
Rauf & Faik (Рауф и Фаик) sont un duo pop russo-azerbaïdjanais, formé par les frères jumeaux Rauf et Faik Mirzaev (russe : Рауф и Фаик Мирзаев) nés le 7 juillet 1999 à Ijevsk, Russie. Ils sont surtout connus pour leur single « Enfance » (russe : Детство), sorti en 2018. Rauf et Faik Mirzaev sont ethniquement azerbaïdjanais mais chantent en russe et en anglais, bien qu'ils parlent également azerbaïdjanais.

## Biographie
Les frères Mirzaev indiquent toujours avoir été fascinés par la musique, ayant hérités du talent musical de leur grand-père maternel, chanteur d'opéra et metteur en scène dans un opéra à Bakou. De leur côté paternel, ils viennent de Fizouli. À l'âge de 4 ans, ils commencent à étudier la musique. Ils intègrent une école spécialisée et y pratiquent le piano jusqu'à leurs 8 ans, âge à partir duquel ils commencent leur apprentissage du chant. Par la suite, Rauf et Faik Mirzaev chanteront avec la Maison de la créativité des enfants (russe : Доме детского творчества) et le studio de musique Above the Rainbow (russe : Выше радуги). Selon Music First (russe : Музыки первого) leur tessiture est de 4 1/2 octaves.
Rauf et Faik Mirzaev ont grandi en écoutant des artistes soul, R&B et pop des années 90, tels Brian McKnight et Michael Jackson. Plus récemment, les frères ont commenté à s'inspirer d'artistes occidentaux tels XXXTentacion, qu'ils jugent très inspirant et, dans une moindre mesure, Post Malone ;  bien que leur profil sur Music First répertorie également Sam Smith.
Avant de se concentrer entièrement sur la musique, Rauf et Faik Mirzaev ont travaillé en tant que chanteurs dans un café durant 4 ans (2014 à 2018).

## Musique
Leur premier clip vidéo, de la chanson Love Remained Yesterday, possédant plusieurs centaines de milliers de vues sur Youtube a été l'objet de multiples concerts,. Plus tard, la chanson "Je t'aime" (en russe : Я люблю тебя) est devenu la 28e chanson la plus populaire de 2018 sur le site russe VKontakte.
Leur premier album, également intitulé Je t'aime, est sorti plus tard en 2018. Selon les frères, ils n'ont investi que 1500 roubles (environ 20€) dans la publicité de l'album. Malgré peu de publicité inhérente, la chanson "Enfance" (en russe : Детство) a atteint le numéro 1 sur VKontakte.
Pain and Memories, leur deuxième album studio, sorti le 15 mars 2019, a rapidement atteint la 8e place sur Apple Music.
Depuis le début de leur carrière musicale, les frères ont chanté dans plus de 20 villes russes, en Estonie, en Finlande, en Suède et en Allemagne,.

## Discographie

### Albums
| Numéro | Titre                                                           |
| ------ | --------------------------------------------------------------- |
| 1      | Я люблю тебя - Sortie : 28 septembre 2018 - Label : RDS Records |
| 2      | Pain and Memories - Sortie : 15 mars 2019                       |

### Singles
- 2017 :

Не нужны мне слова
- 2018 :

Ego
Апрель (feat. Intakto) 
Было бы лето
Детство
Вечера
мосты
- 2019 :

Из-за тебя
OLA (feat. Никита NB) 
Это ли счастье?
Моя
Между строк (feat. Octavian)
Скандалы
Я люблю тебя давно
Колыбельная
- 2020 :

Australia
Wonderful
Деньги и счастье
Закат и рассвет
Если тебе будет грустно (feat. Niletto)
Угадай где я?
Запомни I love you (feat. Shami)
Тебя нет со мной (feat. Toxi$)
- 2021 :

Школа березка
Засыпай спокойно, Страна (feat. Bahh Tee)
Уне
- 2022 :

LUV
- 2023 :

Animal
Gotham

## Clips vidéo
| Année | Titre                                   | Album                                                |
| ----- | --------------------------------------- | ---------------------------------------------------- |
| 2015  | Love remained yesterday                 | Singles hors album                                   |
| 2016  | Не нужны мне слова                      | Singles hors album                                   |
| 2016  | You and me alone                        | Singles hors album                                   |
| 2018  | Я люблю тебя                            | Я люблю тебя                                         |
| 2018  | Солнце                                  | Я люблю тебя                                         |
| 2019  | Вечера                                  | Я люблю тебя                                         |
| 2019  | Детство                                 | Я люблю тебя                                         |
| 2020  | Колыбельная                             | Single hors album                                    |
| 2020  | Угадай где я?                           | Reprise de chansons de Dani Milokhin et Artur Babich |
| 2020  | Запомни I love you (feat. Shami)        | Singles hors album                                   |
| 2020  | Если тебе будет грустно (feat. Niletto) | Singles hors album                                   |
| 2021  | Школа березка                           | Singles hors album                                   |